# Myłowe
Myłowe (ukr. Милове) – wieś na Ukrainie, w obwodzie chersońskim, w rejonie berysławskim. W 2001 liczyła 1071 mieszkańców, spośród których 1024 posługiwało się językiem ukraińskim, 42 rosyjskim, 1 mołdawskim, 3 ormiańskim, a 1 innym.